# Steaua Nordului (film din 1943)

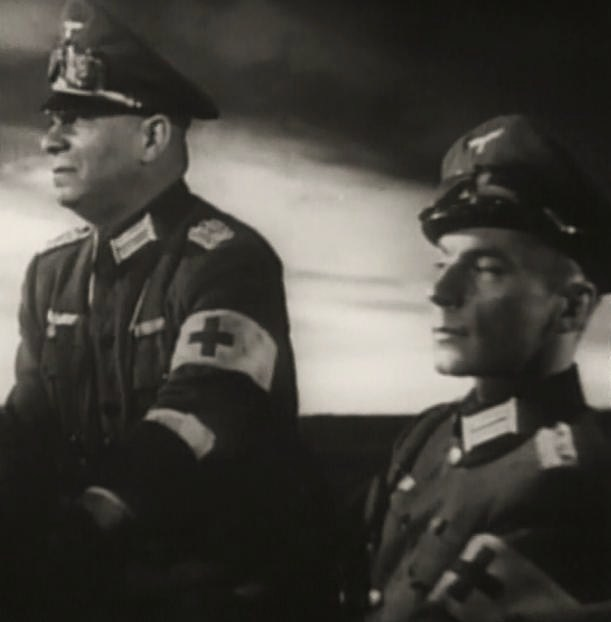
Erich von Stroheim și Martin Kosleck într-o scenă din film

Steaua Nordului (titlul original: în engleză The North Star) este un film dramatic american, realizat în 1943 de regizorul Lewis Milestone, după povestirea originală a lui Lillian Hellman, protagoniști fiind actorii Anne Baxter, Dana Andrews, Walter Huston și Walter Brennan.
Subiectul filmului descrie despre rezistența locuitorilor ucraineni din satul Steaua Nordului, prin tactici de partizani, împotriva invadatorilor germani în RSS Ucraineană.

## Rezumat
În iunie 1941, sătenii ucraineni trăiesc în pace. Pe măsură ce anul școlar se termină, un grup de prieteni decid să călătorească la Kiev pentru o vacanță. Spre groaza lor, ei se trezesc atacați de avioanele germane, parte a invaziei naziste a Uniunii Sovietice. După un timp, satul lor însuși este ocupat de naziști. Între timp, o parte din bărbați și femei au plecat în munți pentru a forma miliții de partizani.
Brutalitatea deplină a naziștilor este dezvăluită atunci când germanii îl trimit pe doctorul von Harden să folosească copiii din sat ca sursă de sânge pentru transfuzii în soldații germani răniți. Unii copii pierd atât de mult sânge încât mor. Când dr. Pavel Kurin, un celebru medic ucrainean, descoperă acest lucru și îi informează pe partizani, ei se pregătesc să riposteze. Ei lansează un asalt de cavalerie asupra satului pentru a-și salva familiile. Kurin îl acuză pe von Harden că este mai rău decât naziștii înfocați, pentru că și-a folosit abilitățile pentru a-i sprijini. Apoi îl împușcă. Țăranii se unesc, iar o fată își imaginează un viitor în care „vor face o lume liberă pentru toți oamenii”.

## Distribuție
- Anne Baxter – Marina Pavlova
- Dana Andrews – Kolya Simonov
- Walter Huston – Dr. Pavel Grigorevici Kurin
- Walter Brennan – Karp
- Ann Harding – Sofia Pavlova
- Jane Withers – Clavdia Kurina
- Farley Granger – Damian Simonov
- Erich von Stroheim – Dr. von Harden
- Dean Jagger – Rodion Pavlov
- Carl Benton Reid – Boris Stepanovici Simonov
- Esther Dale – Anna
- Paul Guilfoyle – Iakin
- Tonio Selwart – căpitanul german
- Gene O'Donnell – pilotul rus
- Frank Wilcox – Petrov
- Lynn Winthrop – o tânără luptătoare din rezistența rusă
- Eric Roberts – Grișa
- Ann Carter – Olga Pavlova
- Ruth Nelson – Nadya Simonova
- Martin Kosleck – dr. Richter
- Peter Pohlenz – locotenentul german
- Robert Lowery – mitraliorul rus
- Loudie Claar – femeia pe patul de spital
- Charles Bates – Patya
- Grace Cunard – soția fermierului

## Premii și nominalizări
Steaua Nordului a fost nominalizată la șase premii Oscar la Premiile Oscar din 1944, dar nu a reușit să câștige niciunul. Nominalizații au fost:
- Lillian Hellman la categoria Cel mai bun scenariu original
- James Wong Howe la categoria Cea mai bună imagine alb-negru
- Perry Ferguson și Howard Bristol la categoria Cele mai bune decoruri alb-negru
- Thomas T. Moulton la categoria Cel mai bun sunet
- Clarence Slifer, Ray Binger și Thomas T. Moulton la categoria Cele mai bune efecte vizuale
- Aaron Copland la categoria Cea mai bună coloană sonoră (dramă/comedie)

## Lansare
Filmul Steaua Nordului a avut premiera în New York City, New York pe data de 4 noiembrie 1943.
În România premiera filmului a avut loc la data de 17 octombrie 1944 la cinematograful „Roma” din capitală.